# Eduard Sulzer-Ziegler

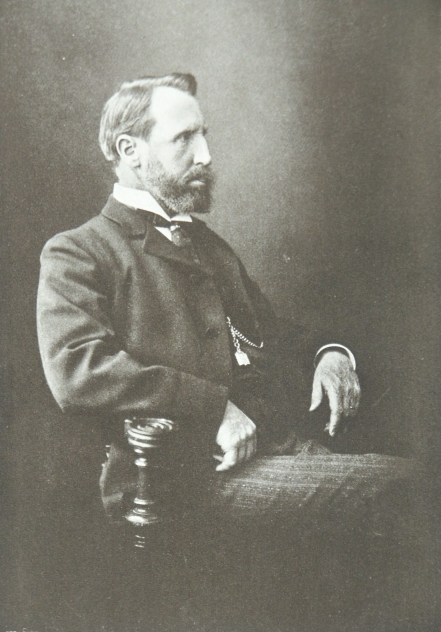
Eduard Sulzer-Ziegler

Eduard Sulzer-Ziegler (* 23. September 1854 in Winterthur; † 31. Januar 1913 ebenda) war ein Schweizer Unternehmer und Politiker.

## Leben
Eduard Sulzer, Sohn des Johann Jakob Sulzer (1806–1883) und Enkel des Firmengründers der Gebr. Sulzer, besuchte die Mittelschule in Winterthur, die er 1872 mit der Matura abschloss. Während seiner Schulzeit wurde er Mitglied in der Mittelschulverbindung Vitodurania. Von 1873 bis 1877 studierte er die Rechte, Ökonomie und Maschinenbau in Genf, Berlin und Dresden. Darauf folgte eine einjährige sprachliche und kaufmännische Ausbildung in England.
1878 heiratete er Maria Helene Ziegler, eine Tochter des Textilfabrikanten Emil Ziegler, mit der er vier Kinder hatte. 1884 bezog er das von seinem Schwiegervater seit 1867 bewohnte Lindengut.
Um 1878 übernahm er bei Sulzer Winterthur Sonderaufgaben der inneren Verwaltung und im Abrechnungswesen. 1881 wurde er Teilhaber und 1910 Seniorchef. Als überzeugter Liberaler setzte er sich 1891 für eine Verringerung der Arbeitszeit auf 10 Stunden und 1906 für den freien Samstagnachmittag ein.
Für ein Patent von Alfred Brandt auf eine hydraulische Gesteinsbohrmaschine bekam Sulzer die Ausführungsrechte. Nachdem er die Initiative zum Bau des Simplontunnels ergriffen hatte, leitete er 1898–1905 die Arbeiten als Präsident der Tunnelbaugesellschaft Brandt, Brandau & Cie.
Aufgrund der wirtschaftlichen Entwicklung in den USA befürwortete er im März 1904, auf einem Vortrag vor dem Kaufmännischen Verein Zürich, den Beitritt der Schweiz zu einem Mitteleuropäischen Wirtschaftsverein. Um 1905 wirkte er mit an der Gründung des Arbeitgeberverbandes Schweizer Maschinenindustrieller.
In der Medienlandschaft trat Sulzer-Ziegler als Financier des freiheitlichen Neuen Winterthurer Tagblatts und der antisozialistischen Freien Arbeiterzeitung in Erscheinung.
Seine letzte Ruhestätte fand Eduard Sulzer-Ziegler auf dem Friedhof Rosenberg.

## Politische Ämter
- 1880–1902: Grosser Gemeinderat von Winterthur
- 1892–1902: Zürcher Kantonsrat
- 1900–1913: Nationalrat